# Secondhand Lions
Secondhand Lions is een familiefilm uit 2003 van regisseur Tim McCanlies. De film gaat over een introverte jongen (Haley Joel Osment) die gedwongen wordt op een boerderij in Texas te leven bij zijn excentrieke ooms (Robert Duvall en Michael Caine).

## Verhaal
Walter wordt door zijn moeder naar zijn ooms in Texas gebracht om daar de zomer door te brengen. Zijn ooms, Garth en Hub, zijn norse oude mannen met veel geld waar de hele familie op aast. Walter ontwikkelt langzaam een betere band met zijn ooms als Garth hem hun levensverhaal vertelt.
Garth en Hub zijn naar Europa gegaan aan het begin van de Eerste Wereldoorlog. Ze werden geronseld door het Franse vreemdelingenlegioen, waarna ze heel Afrika en Azië rondreizen. Hub wordt zelfs verliefd op een mooie Indiase vrouw; maar zij sterft en Hub vecht vervolgens veertig jaar voor het vreemdelingenlegioen, totdat hij oud wordt en zich terugtrekt met Garth in Texas.
Walter rolt van de ene verbazing in de andere als hij zijn ooms het advies geeft om hun geld te spenderen. Zo kopen ze een kleiduifmachine, een vliegtuig en zelfs een oude leeuw om op te jagen. Ze blijkt later een leeuwin te zijn die Walter vernoemd naar de Indiase vrouw.
Walters moeder liegt hem steeds voor, ook waar ze is – dus Walter kan haar maar niet bereiken. Op een dag komt ze terug samen met haar vriend, Stan. Hij heeft haar overgehaald om te stoppen met haar opleiding om een moeder en huisvrouw te worden. Ook hij aast op het vele geld. Zijn moeder en haar vriend manipuleren Walter om hun te vertellen waar het geld ligt. Ze zeggen hem dat het geld is gestolen. Walter vertelt het niet, omdat hij gelooft in het Afrikaverhaal.
Stan slaat Walter om hem te dwingen te zeggen waar het geld is, maar Walter roept de hulp van zijn leeuwin in. Zij komt uit het maïsveld waar ze woont en valt Stan aan. Garth en Hub worden er wakker van. Stan wordt flink verwond door de leeuwin, die sterft tijdens het gevecht.
De volgende dag komt Walters moeder Walter ophalen samen met Stan, die totaal in verband is gewikkeld. Walter belooft om terug te komen voor Hubs beroemde speech. Hub vraagt aan Garth of ze Walter niet kunnen adopteren. Walters moeder zegt tegen zijn ooms dat ze eerst naar Las Vegas moeten gaan om Stan af te zetten, maar in de auto zegt ze dat ze met hem wil trouwen. Walter is hier op tegen, omdat hij hem heeft geslagen. Walters moeder ontkent dat Stan haar ook slaat. Walter smeekt zijn moeder om een keer iets voor hem te doen.
Garth en Hub zitten weer op de veranda met hun geweren op schoot om bankiers en verkopers af te schieten, wanneer Walter het erf weer op loopt. Hij blijft bij zijn ooms wonen totdat hij gaat studeren.
Walter krijgt jaren later een telefoontje dat zijn ooms zijn overleden toen ze met hun vliegtuig tegen de schuur aanvlogen. In hun testament staat dat ze alles vererven aan Walter.